# Битва при Мадженте
Битва при Мадженте (итал. La battaglia di Magenta) — сражение, произошедшее 4 июня 1859 года около села Маджента в северной Италии, близ реки Тичино, между франко-сардинскими войсками и главной австрийской армией, которой командовал фельдмаршал-лейтенант Ференц Дьюлаи. При французских войсках находился сам император Наполеон III.

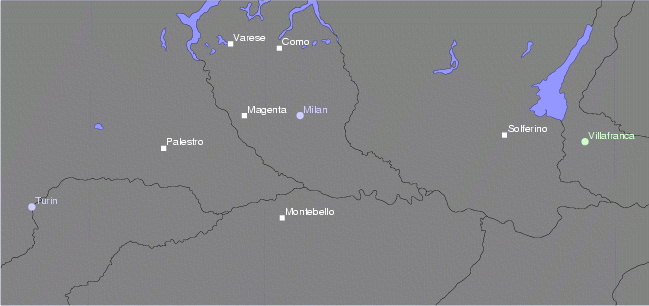
Карта Театра военных действий

## Ход сражения
Вследствие настояния австрийского императора Франца-Иосифа, Ференц Дьюлаи решил удерживаться на линии канала Навильо-Гранде. Между тем, Наполеон, решив занять восточный берег Навильо-Гранде, предписал Мак-Магону двинуться от Турбиго вниз по течению реки Тичино для овладения Маджентой и Буффалорой. Гвардейской дивизии Меллине, усиленной бригадой корпуса Канробера, было приказано двинуться к Навильо-Гранде, когда обнаружится наступление Мак-Магона по левом берегу канала.
Для противодействия двойному удару французов австрийцы располагали на своем правом фланге шестью бригадами (около 26 000), которые расположили впереди канала Навильо-Гранде. Они разрушили крайние мосты и оставили 2 средние. Одна бригада стояла за Навилио, другая — у Робекко и четыре бригады у Мадженты; отсюда были выдвинуты аванпосты в сторону Турбиго.
Когда французская гвардейская дивизия Меллине переправилась на левый берег Тичино, Дьюлаи, получив известие о наступлении, направил 3-й корпус  вдоль Навильо-Гранде против правого фланга французов, сильно потеснил его и стал обстреливать мост на Тичино. Это движение было остановлено прибывшими частями французских корпусов Ньеля и Канробера, но и переход французов в наступление был отражен атакой пяти эскадронов гусар Эдельсгейма.
Наполеон III, увидев, что противник сильнее, чем он думал, приказал приостановить наступление на своём правом фланге, а корпусу Мак-Магона ускорить движение. Мак-Магон возобновил движение в 4 часов вечера и подошел к Мадженте. Дивизия Эспинаса атаковала посёлок с севера; дивизия Ла-Мотт-Ружа, наступая вдоль Буффалорской дороги, атаковала ж/д станцию; дивизия Каму, следуя за центром, была в резерве.
Австрийские бригады, собравшиеся в Мадженте, оказали упорное сопротивление. Засев в зданиях станции, в садах и за зубчатыми стенами предместья, они долго сопротивлялись. Наконец в 19:30 войска Мак-Магона ворвались в Мадженту и в 20:00 часов окончательно овладели городом. Защитники начали отходить через Корбетту.
Французы только с наступлением темноты узнали о результатах боя и лишь на другой день, когда увидели отступление противника, смогли признать себя победителями.

## Результаты
Ференц Дьюлаи только к утру 5 июня смог собрать свои корпуса. После битвы австрийцы отступили на юго-восток к реке По у Пьяченцы, правое крыло отступило к Лоди через Меленьяно, центр — к Боргетто через Сант-Анджело, а левое крыло — к Кодоньо через Павию. После потери Милана и поражения при Меленьяно 8 июня австрийцы, бросив почти всю Ломбардию, отступили дальше за Минчо, чтобы сосредоточиться в укрепленном четырехугольнике Мантуя-Пескьера-дель-Гарда-Верона.
Командующий австрийскими войсками Ференц Дьюлаи был уволен в отставку. Главнокомандующим стал сам император Франц Иосиф I, его начальником штаба — генерал Гесс. Французские генералы Мак-Магон и Реньо де Сен-Жан д’Анжели получили за эту победу звание маршалов Франции.

## Интересные факты
Цвет маджента, полученный в 1859 году, был назван в честь этой битвы, как и Бульвар Маджента в Париже.

## В искусстве

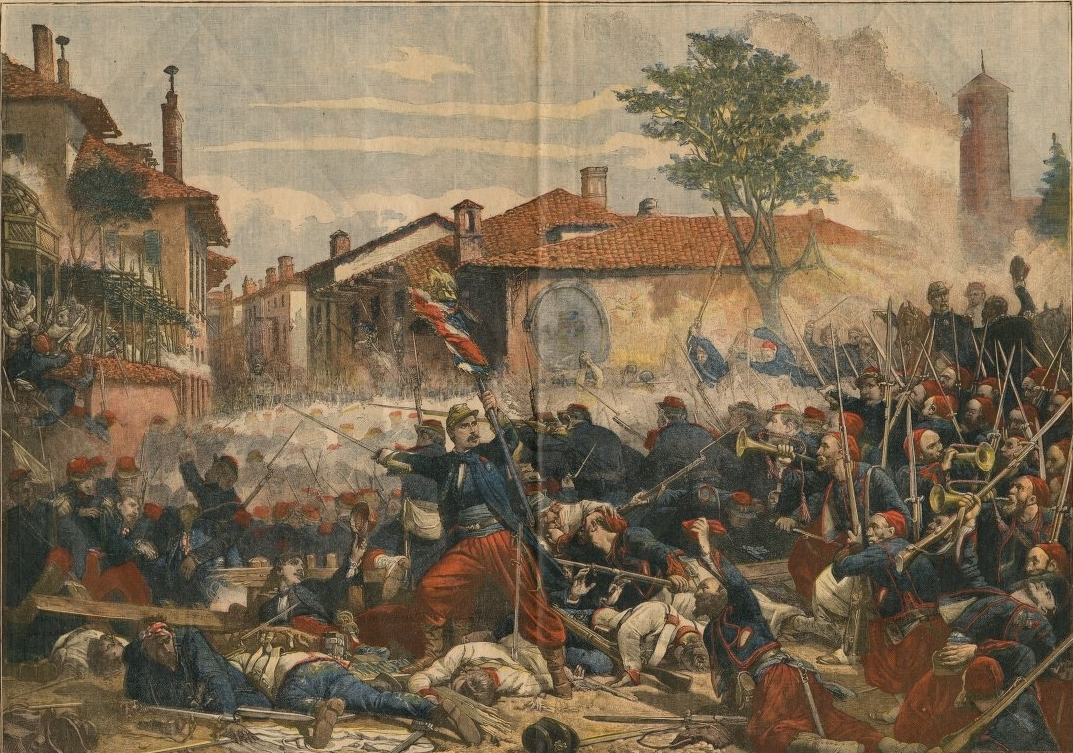
Адольф Ивон «Битва при Мадженте», 1863
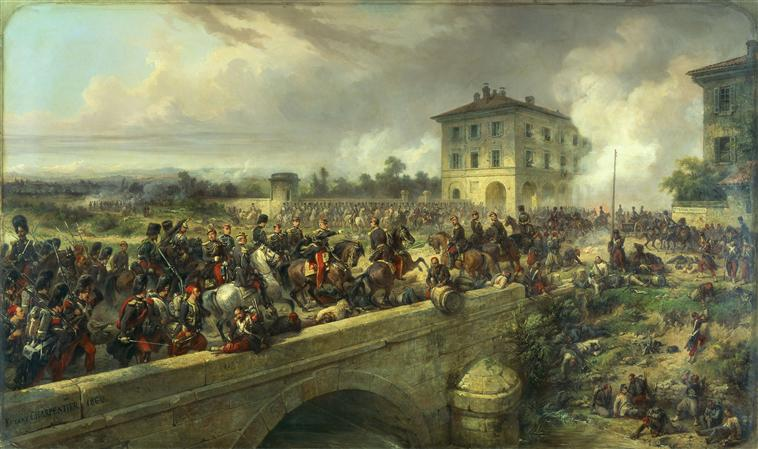
Эжен Карпентье «Битва при Мадженте»
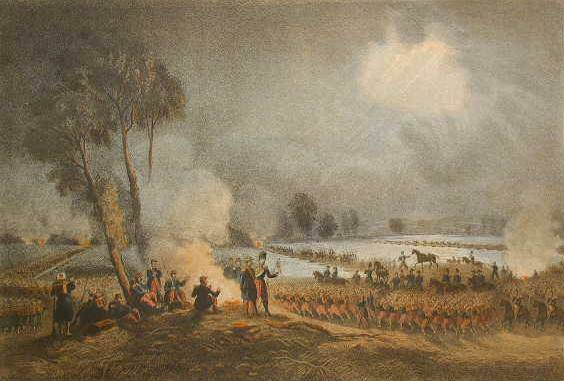
Литография «2-й корпус генерала Мак-Магона идёт к Тичино»
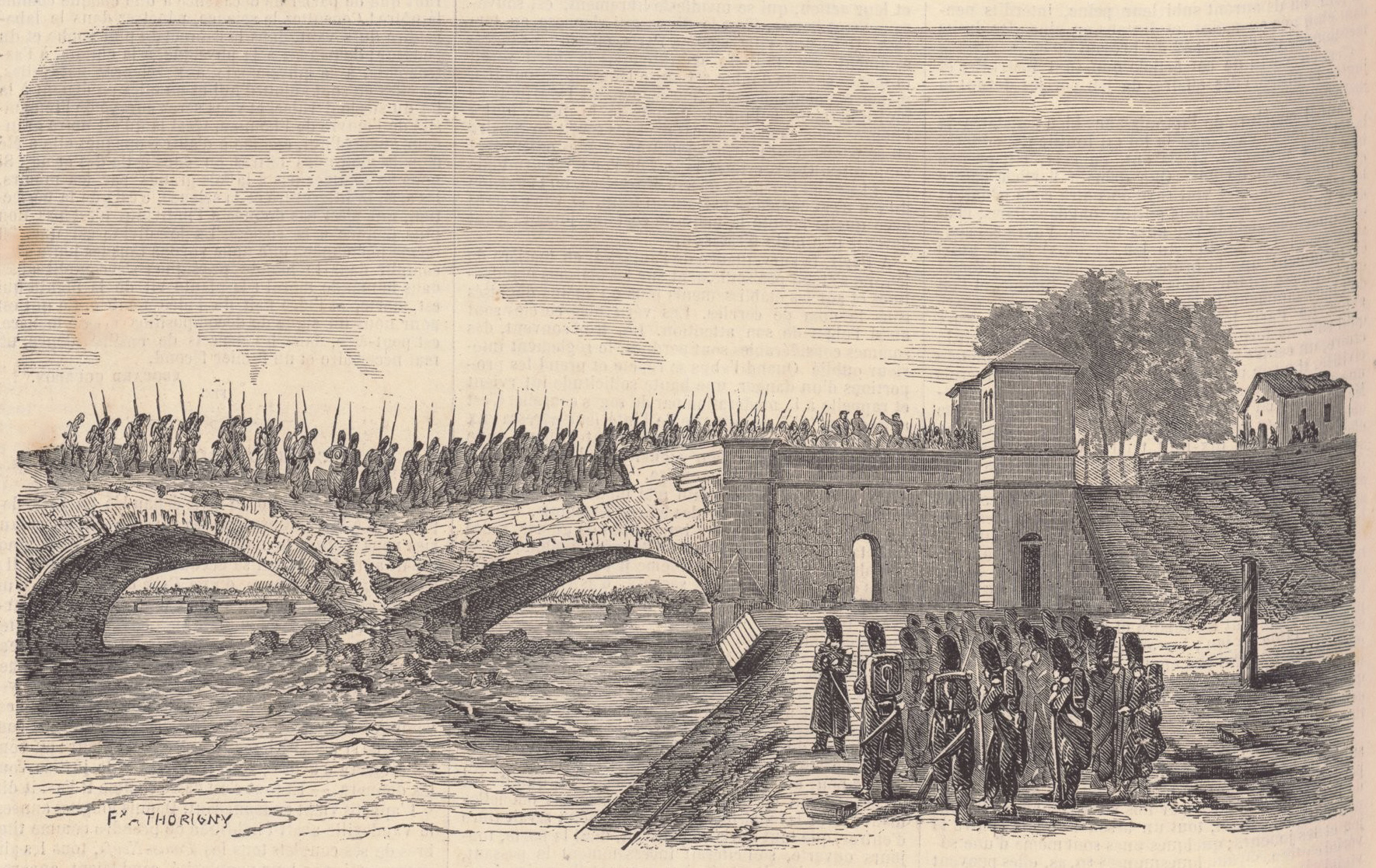
Литография «Переправа через Тичино», 1859, Феликс Ториньи
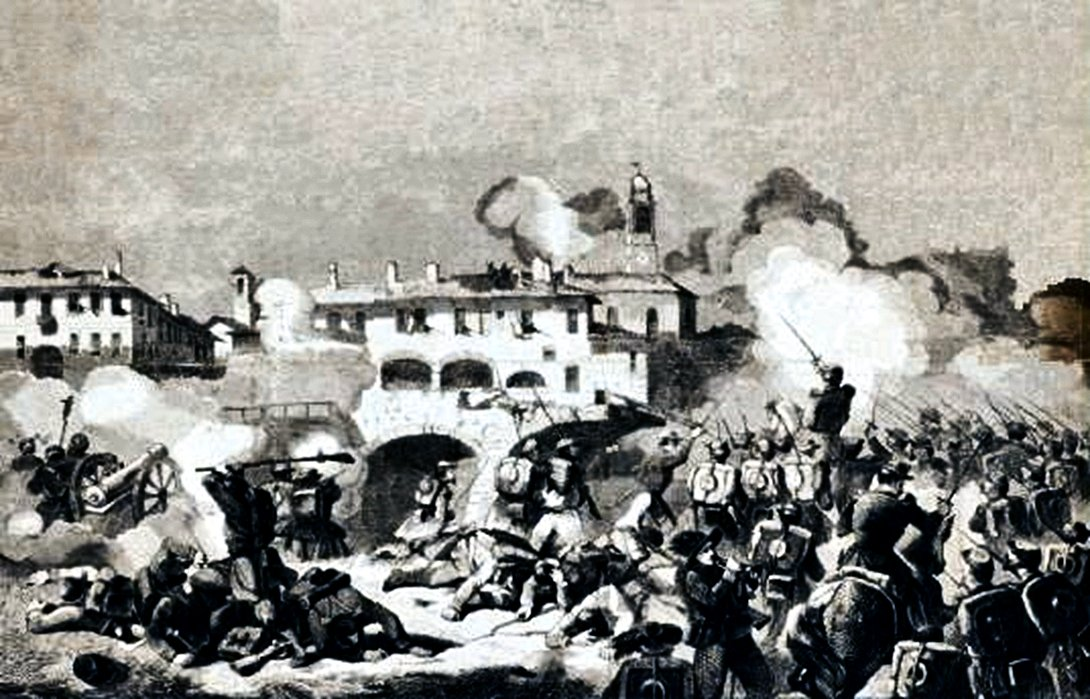
Гравюра «Выступление Робеччетто во время битвы при Мадженто», Ваджани.